# Lijst van voetbalinterlands Sierra Leone - Zambia
Deze lijst van voetbalinterlands is een overzicht van alle officiële voetbalwedstrijden tussen de nationale teams van Sierra Leone en Zambia. De landen hebben tot op heden vier keer tegen elkaar gespeeld. De eerste wedstrijd, een groepswedstrijd tijdens de Afrika Cup 1994, vond plaats op 29 maart 1994 in Sousse (Tunesië). Het laatste duel, een kwalificatiewedstrijd voor de Afrika Cup 2025, werd gespeeld in Monrovia (Liberia) op 19 november 2024.

## Wedstrijden
| № | Plaats       | Datum             | Competitie                   | Wedstrijd             | Uitslag |
| - | ------------ | ----------------- | ---------------------------- | --------------------- | ------- |
| 1 | Sousse       | 29 maart 1994     | Afrika Cup 1994              | Zambia − Sierra Leone | 0 − 0   |
| 2 | Bloemfontein | 24 januari 1996   | Afrika Cup 1996              | Sierra Leone − Zambia | 0 − 4   |
| 3 | Ndola        | 10 september 2024 | Afrika Cup 2025 kwalificatie | Zambia − Sierra Leone | 3 − 2   |
| 4 | Monrovia     | 19 november 2024  | Afrika Cup 2025 kwalificatie | Sierra Leone − Zambia | 0 − 2   |

## Samenvatting
| Competitie              | Totaal gespeeld | Winst Sierra Leone | Gelijk | Winst Zambia | Doelsaldo Sierra Leone – Zambia |
| ----------------------- | --------------- | ------------------ | ------ | ------------ | ------------------------------- |
| Afrika Cup              | 2               | 0                  | 1      | 1            | 0 − 4                           |
| Afrika Cup-kwalificatie | 2               | 0                  | 0      | 2            | 2 − 5                           |
| Totaal                  | 4               | 0                  | 1      | 3            | 2 − 9                           |

SLFA · 
A-internationals · 
Sierra Leoons vrouwenelftal
1966 – 1979 · 
1980 – 1989 · 
1990 – 1999 · 
2000 – 2009 · 
2010 – 2019 ·
2020 − 2029
Algerije ·
Angola ·
Benin ·
Burkina Faso ·
Burundi ·
China ·
Comoren ·
Congo-Brazzaville ·
Congo-Kinshasa ·
Djibouti ·
Egypte ·
Equatoriaal-Guinea ·
Ethiopië ·
Gabon ·
Gambia ·
Ghana ·
Guinee ·
Guinee-Bissau ·
Irak ·
Iran ·
Ivoorkust ·
Jordanië ·
Kaapverdië ·
Kameroen ·
Kenia ·
Lesotho ·
Liberia ·
Malawi ·
Mali ·
Marokko ·
Mauritanië ·
Niger ·
Nigeria ·
Sao Tomé en Principe ·
Senegal ·
Seychellen ·
Soedan ·
Somalië ·
Swaziland ·
Togo ·
Tsjaad ·
Tunesië ·
Zambia ·
Zuid-Afrika
FAZ · 
A-internationals · 
Selecties · 
Statistieken · 
Zambiaans vrouwenelftal · 
Olympisch elftal · 
Zambia U21 · 
Zambia U20 · 
Zambia U18 · 
Zambia U17
1964 – 1979 ·
1980 – 1989 ·
1990 – 1999 ·
2000 – 2009 ·
2010 – 2019 ·
2020 − 2029
1964 ·
1965 ·
1966 ·
1967 ·
1968 ·
1969 ·
1970 ·
1971 ·
1972 ·
1973 ·
1974 ·
1975 ·
1976 ·
1977 ·
1978 ·
1979 ·
1980 ·
1981 ·
1982 ·
1983 ·
1984 ·
1985 ·
1986 ·
1987 ·
1988 ·
1989 ·
1990 ·
1991 ·
1992 ·
1993 ·
1994 ·
1995 ·
1996 ·
1997 ·
1998 ·
1999 ·
2000 ·
2001 ·
2002 ·
2003 ·
2004 ·
2005 ·
2006 ·
2007 ·
2008 ·
2009 ·
2010 ·
2011 ·
2012 ·
2013 ·
2014 ·
2015 ·
2016 ·
2017 ·
2018 ·
2019 ·
2020 ·
2021 ·
2022
Algerije · 
Angola ·
België ·
Benin ·
Botswana ·
Brazilië ·
Burkina Faso ·
Burundi ·
Chili ·
China ·
Comoren ·
Congo-Brazzaville ·
Congo-Kinshasa ·
Djibouti ·
Ecuador ·
Egypte ·
Equatoriaal-Guinea ·
Ethiopië ·
Gabon ·
Gambia ·
Ghana ·
Guinee ·
Guinee-Bissau ·
Honduras ·
India ·
Irak ·
Iran ·
Israël ·
Ivoorkust ·
Jamaica ·
Japan ·
Jemen ·
Jordanië ·
Kaapverdië ·
Kameroen ·
Kenia ·
Koeweit ·
Lesotho ·
Liberia ·
Libië ·
Madagaskar ·
Malawi ·
Mali ·
Marokko ·
Mauritanië ·
Mauritius ·
Mozambique ·
Namibië ·
Niger ·
Nigeria ·
Noord-Korea ·
Oeganda ·
Oman ·
Rwanda ·
Saoedi-Arabië ·
Senegal ·
Seychellen ·
Sierra Leone ·
Soedan ·
Somalië ·
Swaziland ·
Tanzania ·
Togo ·
Tsjaad ·
Tunesië ·
Zimbabwe ·
Zuid-Afrika ·
Zuid-Korea
Ivoorkust (2012)